# Barkhera Panth
Barkhera Panth fou un estat tributari protegit a l'agència de Malwa, Índia central.
La superfície era de 12 km² i la població de 375 habitants el 1901. Els ingressos s'estimaven el mateix any en 2.800 rúpies. El sobirà portava el títol de thakur i era un rajput rathor.